# Ecclesville
Ecclesville es una localidad de Trinidad y Tobago, que forma parte de la región de Mayaro-Rio Claro.

## Geografía
La localidad abarca parte de la isla Trinidad y limita al norte con Cushe-Navet y Charuma Village, al sur con Río Claro, Deep Ravine-Clear Water y Agostini Village, al este con Union Village y al oeste con Cushe-Navet, Navet Village y Río Claro.

## Demografía
Datos demográficos de la localidad de Ecclesville:
| Gráfica de evolución demográfica de Ecclesville entre 2000 y 2011 |
|                                                                   |